# Dida Aguirre García
Dida Aguirre García (* 1953 in Pampas, Provinz Tayacaja, Region Huancavelica, Peru) ist eine peruanische Dichterin, die auf Chanka-Quechua und Spanisch schreibt.

## Leben
Dida Aguirre machte ihre Lizenziatur (Licenciatura) in Sozialarbeit an der Universidad Nacional Mayor de San Marcos und den Magister in Arbeitsverwaltung an der Universidad Inca Garcilaso de la Vega und wurde Professorin an der Universidad Daniel Alcides Carrión de Cerro de Pasco.
1991 erschien auf Spanisch ihr Gedichtband El canto de los cobres. Außerdem hat sie drei Gedichtbände auf Chanka-Quechua mit spanischer Übersetzung veröffentlicht: Arcilla 1989, Jarawi 2000 und Qaparikuy / Grito 2012. Ihre Gedichte sind zudem in Zeitschriften und Anthologien erschienen, darunter in Pichka harawikuna. Five quechua poets aus dem Jahre 1998.
1999 erhielt sie den Nationalen Preis in Poesie auf Quechua der Universidad Federico Villarreal.

## Werke

### Gedichtbände
- 1989: Arcilla. Edición bilingüe. Lluvia editores.
- 2000: Jarawi. Edición bilingüe, con Prólogo de Manuel Baquerizo. Colección Biblioteca de Cultura Quechua Contemporánea. Universidad Nacional Federico Villarreal, Lima.
- 2012: Qaparikuy / Grito. Edición bilingüe, runasimi – castellano. Lima: Pakarina ediciones.

### Anthologie
- Julio Noriega Bernuy (ed.), Dida Aguirre, Lily Flores, William Hurtado, Eduardo Ninamango & Porfirio Meneses, 1998: Pichka Harawikuna. Five Quechua Poets. Americas Society, New York.
- Julio Noriega Bernuy (ed.), 1990: Poesía quechua escrita en el Perú. CEP, 1990. Traducción de Julio Noriega Bernuy y William Hurtado de Mendoza.

### Artikel
- 2011: El feliz encuentro de dos culturas. En: Roland Forgues (ed.): Hablan las poetas. Editorial San Marco, Colección palabra viva. pp. 203–212.